# (38796) 2000 RK51
2000 RK51 (asteroide 38796) é um asteroide da cintura principal. Possui uma excentricidade de 0.17000080 e uma inclinação de 5.74459º.
Este asteroide foi descoberto no dia 5 de setembro de 2000 por LINEAR em Socorro.